# Marius Munteanu
Marius Munteanu (n. 21 august 1920, Murani, Timiș — d. 2005, Timișoara) a fost un poet român în grai bănățean.

## Viața
Marius Munteanu s-a născut în localitatea bănățeană Murani dar a locuit în Timișoara încă din perioada gimnaziului. 
Profesor la Școala elementară din Rusca Montană (județul Caraș-Severin, 1948-1953). Bibliotecar la Institutul Interregional de Perfecționare a Cadrelor Didactice din Timișoara, în paralel specializându-se, astfel încât poate fi încadrat ca profesor la Școala Pedagogică din Timișoara. Dar în 1958 i se desface contractul de muncă pentru că, din nou, este declarat (tot pe „criterii de clasă”) ca indezirabil în munca de educație. Reîncadrat însă în învățământul special, se specializează (la nivel postuniversitar) ca profesor de psihologie (defectolog) predând la Școala Profesională Specială nr. 2 din Timișoara, unde funcționează până la pensionare (1980). 
Vreme de șase decenii, între anii 1936 și 2005, Marius Munteanu a susținut, cu deosebit talent, creația poetică scrisă și rostită în grai bănățean dând o strălucire fără egal unei direcții unice în istoria literaturii române – literatura dialectală, existentă doar în Banat – direcție care, prin Marius Munteanu și prin creația sa deosebit de valoroasă, a dobândit o largă audiență în Banat și o recunoaștere pe plan național.
De asemenea, a fost și un important susținător al valorilor culturale și morale ale poporului
român, împotrivindu-se prin mijloace literare și jurnalistice dictaturii comuniste, având de suferit
pentru aceasta. 
Marius Munteanu a iubit foarte mult Timișoara unde a activat permanent, fiind un adevărat model pentru majoritatea jurnaliștilor timișoreni. În anul 1990 a înființat, împreună cu Ion Micu, Cenaclul „Gura satului” de la Radio Timișoara, emisiunea fiind cunoscută și apreciată în toată zona de emisie a radioului, bucurându-se de o remarcabilă audiență.
A colaborat la revistele Rînduri bănățene, Fruncea, Orizont și la ziarul timișorean Drapelul roșu. În cadrul șezătorilor literare locale, s-au bucurat de un mare succes cu recitările sale în grai bănățan și, mai ales, cu parodiile după poeții bănățeni: C. Miu-Lerca, Al. Jebeleanu, N. D. Pîrvu, Anghel Dumbrăveanu, Grigore Popiți, Vladimir Ciocov.
Un exemplu al creației sale este epigrama Dudu, în dialect bănățean: 
Prăstă gard, prăstă cotarcă,

Prăstă cruce, prăstă casă, 

Dăjghinat să lasă dudu -

Cloță verge dă mătasă. 

Prin întreaga sa activitate literară și profesională s-a preocupat în mod special de susținerea și perpetuarea graiului bănățean și a culturii populare specifice Banatului.
A fost membru remarcabil al cenaclurilor timișorene „Ridendo”, „Pavel Bellu”; în ianuarie 1991 a fost inițiatorul Cenaclului radiofonic „Gura Satului” la Radio Timișoara, membru fondator și membru de onoare al Asociației Scriitorilor în Grai Bănățean. A făcut parte din redacțiile mai multor publicații timișorene: „Vestul” (1938-1945 și la reapariție, după 1989); „Voința Banatului” (1935-1940); „Cuvântul satelor” (1937-1939); „Vrerea”; „Fruncea” (la aceasta din urmă publicând adesea materiale – semnate sau nu – din întregul spectru al presei – dar nu de puține ori și încercări poetice). A colaborat, zeci de ani (din 1936, anul debutului) până la sfârșitul vieții la numeroase publicații (în special locale), precum: „Țara visurilor noastre” (Timișoara); „Generația de mâine” (Oravița); „Primăvara Banatului” (Lugoj „Izvorașul” (Bistrița, Mehedinți); „Cuvântul satelor”, apoi la pagina de umor (cât a existat!) din „Drapelul roșu”, iar după 1989, pe lângă reapărutul cotidian al Partidului Național Țărănesc din Timișoara, „Vestul” (unde a fost secretar de redacție și redactor șef), a avut o contribuție deosebită la periodicul „Foaia bănățănilor”, publicație a Asociației „Tot Banatu-i fruncea” întemeiată de revoluționarul Ioan Savu (1991).
Ca recunoaștere a meritelor sale, i s-a acordat post-mortem titlul de cetățean de onoare
al Municipiului Timișoara. 

## Volume
A publicat:
- Cântări dă noapce bună, Timișoara, Editura Facla, 1984
- Parodii (plachetă), Editura Facla, 1986
- Poezii, Timișoara, Editura Marineasa, 2003 (însoțit de un C.D. cu aproape toate poeziile recitate de autor)
- Lumea asta – nu-i a bună! (postum), Editura Marineasa, Timișoara, 2005.